# Carl Aller
Carl Julius Aller R. (25. november 1845 i København – 23. august 1926 på Sophienholm ved Kongens Lyngby) var en dansk litograf, forlægger, bladudgiver, forretningsmand, og grundlægger af CAE, den største ugebladsudgiver i Norden.

## Barndom
Carl Julius Aller blev født d. 25 november 1845 i Klosterstræde nr. 75, (nuværende nr. 15) København, til Christian Hansen Aller og Juliane Christine Geschel. Carl var den sidste i en søskendeflok på syv.
Carls far, Christian Hansen Aller, døde da Aller var blot 7, og Carls enkemoder solgte hendes afdøde mands brændevinsbrænderi, og fik en pæn sum penge. Familien Aller flyttede nu til en nyopført villa i Odinsgade i et af de nye kvarterer på Ydre Nørrebro.
Carl Allers farfar, Jens Hansen Aller, var en meget velhavende brygger og brændevinsbrænder, der havde sin bryggergård i Store Kongengade. En svigersøn til ham, vinhandler Henrich Wulff, der havde forretning i Vimmelskaftet og selv var meget velhavende, satte imidlertid både sin egen og en del af familien Allers formue over styr ved alskens fejlslagne spekulationer og kautioner. Jens Hansen Aller ejede enorme græsningsarealer på der, der nu er Nørrebro. Valdemar Aller (søn af Carl Aller) har senere i sine noter, beskrevet, at "området strakte sig fra Ødums Mølle (Nørrebros runddel) til Marienlyst (Vibenshus runddel) - og lige så langt udad".
Det var i villaen på Odinsgade, at Carl voksede op. Carls moder åbnede huset for kvarterets børn, og det blev et midtpunkt for mange unge samt ældre i nabolaget, også naboens datter Laura Bierring, som kom fra et godt borgerligt middelklassehjem. Hendes fader, som da var død, havde drevet en større urtekræmmervirksomhed.
Allerede som 14-15-årig besluttede Carl Aller sig for, at han ville være litograf og bogtrykker. Han kom i lære som litograf. I hans sparsomme fritid arbejdede Carl Aller med kemikalier og andet på sit værelse for at løse et teknisk problem han var besat af. 

## H.C. Ørsted Legatet
Som en ung grafiker opfandt Carl Aller en kemisk metode til at overføre illustrationer fra papir til litografisk sten, så han kunne kopiere billeder (fotolitografi). Han modtog det Ørstedske Legat for opfindelsen af den skelsættende trykketeknik.
Der foreligger en beskrivelse af, hvordan det gik for sig, da Carl Aller i 1869 blev belønnet med H.C. Ørsteds legat. Skildringen er skrevet af forfatteren Christian Hetsch, der var en af de tre dommere i den komité, der "Årligt skulle bedømme nye opfindelser, som blev gjort her i landet, og tilkende den værdige Den H.C. Ørstedske præmie".
Hetsch beretter: "En dag kom en ung litograf, som tidligere havde været elev på den tekniske skole, til mig, viste mig et stort, smukt kobberstik og spurgte, om han ikke kunne få den ørstedske præmie for den" . Hetsch måtte forklare den unge Carl Aller, at den ørstedske præmie ikke tildeles for kunst. Hetsch beklagede også med at sige, at han havde aftrykt denne kobberplade på så tyndt og dårligt papir. "Ja, svarede Carl Aller, men for 4 skilling kan jeg ikke levere bedre papir, og mere får jeg ikke pr. aftryk: det er nemlig udført ved hjælp af min nye opfindelse, fotolitografi. Det er den, jeg mener, der måske kunne præmiebelønnes".
Det år havde præmiekomitéen fået så mange anmeldelser om nye opfindelser, at de tre medlemmer af komitéen i tre dage måtte rundt i Danmark og bese dem. Christian Hetsch beretter: "Endelig mente mine kolleger, at nu var vi færdige og med en god samvittighed kunne bekendtgøre, at ingen af ansøgerne fandtes værdige til præmien".
Christian Hetsch måtte da minde de to andre medlemmer af komitéen om, at der endnu stod tilbage for dem at se på litografiens nye opfindelse. En ældre Polytekniker, bekendt fabrikant og selv opfinder, som var medlem af komiteen, Christian Gotfried Hummel, svarede Hetsch: "Har De lyst til at blive holdt for nar så vær så god! Tag de derud. Jeg er for gammel til at tro på den slags ting. Det hele er naturligvis noget vrøvl!"
Men Chrsitan Hetschs anden kollega mente ligesom ham, at de var nødt til alle at tage ud til opfinderen og se, om det var noget "vrøvl" eller ej. Hetsch beretter: "Vi mødte altså næste dag hos opfinderen, der boede uden for byen. Han var ikke forberedt på vort komme: han stod og gravede i sin have. Op ad en smal trappe førtes vi og kom ind i et lille kvistkammer med små ruder".
Det har nok vakt opsigt i den dengang landlige Odinsgade, da hestevognen med de tre høje herrer rullede op foran det lille hus bag rosenbuske og lavendelhække. De tre var selve direktøren for Polyteknisk Læreanstalt (DTU), etatsråd og professor Christian Gotfried Hummel, fabrikant L. Fraenckel og Christian Hetsch, som både var arkitekturmaler, dekorationsmaler, teatermaler og lærer ved Teknisk Skole. Heroppe i det lille, halvblændede rum var Carl Allers alkymiste værksted. Hesch fortsætter:
"Han viste os en mængde kobberstik og bad os vælge ud, hvilket der skulle kopieres. Jeg valgte det vanskeligste og bedst stukne. Medens han indgned sin glasplade med indholdet af forskellige flasker, blev han udspurgt af den gamle Polytekniker. For hvert af de hurtige og bestemte svar, Carl Aller gav, viste den gamles ansigt større og større forundring. Efter at pladen i kort tid havde dækket kobberstikket og havde været udsat for det tarvelige lys fra det lille vindue, var den færdig til et aftryk - og det blev et ganske udmærket aftryk, som i høj grad vakte vor forbavselse. Vi kørte tilbage til Industriforeningen og tilkendte en stemmigt den unge mand H.C. Ørsteds Præmie."
Denne avisartikel skrev Christian Hetsch i 1894, 25 år efter at tildragelsen fandt sted. Opfindelsen betød, at Carl Aller nu ved hjælp af fotografi kunne gengive kobbertryk og pennetegninger i stentryk, hvilket blev en del af det fundament, hvorpå Aller-koncernen blev bygget. Den koncern, som han grundlagde fire år efter at have modtaget den flotte hæder.

## Nationalbanken
I Danmarks Nationalbank havde man hørt om Carl Allers fotolitografiske opfindelse, og Nationalbankens ledelse ville gerne knytte ham til sig. Nationalbanken gav ham en 5-rigsdaler-seddel og bad ham trykke kopier af den i sin nye teknik. Men da han få dage senere kom tilbage med ti pengesedler, var der ingen fra nationalbankens ledelse, der kunne finde den originale 5-rigsdaler-seddel. Nationalbankens ledelse var så imponeret, at de tilbød ham 800 rigsdaler for hans opfindelse, dog takkede Carl Aller pænt nej tak.

## Grundlæggelsen af Carl Allers Etablissement
Carl Allers store interesse og indsigt på litografiens område og Laura Allers for udklip af alle salgs, førte til, at de sammen begyndte trykningen og udgivelsen af deres første publikation "Nordisk Mønster-Tidende" (navneskift i 1952 til Femina) i lejede lokaler ved Holmens Kanal.
Efterhånden som denne virksomhed udviklede sig, blev lokalerne for små, og for at kunne realisere Carl Allers ambitiøse planer, blev ægteparret nødt til, at pantsætte alt hvad de ejede: et piano, 2 sofaer, 12 stole, et bord og to senge med sengeklæder. Pantsætningen af bohavet, alt hvad de unge mennesker ejede, indbragte den nette sum af 505 rigsdaler, tre mark og otte skilling. det er tilsvarende til 55.373 danske kroner i vore dage. For dette pantsatte beløb grundlages det foretagende, der allerede i løbet af de næste ti år skulle gøre ægteparret så velhavende, at de kunne købe den statelige ejendom Sophienholm uden for København som sommerbolig - og sikre sin egen salonvogn, der ad jernbanen bragte familien til de årlige sommerophold i Menton ved den Franske rivierakyst.
Efter pantsætningen købte Carl Aller da ejendommen Blågårdsgade 32, hvortil de flyttede med trykkeri og privatbolig. Den 7. januar 1877 udkom her det første nummer af "Illustreret Familie Journale". Tre måneder efter bladets udkommen meldte hoofet sig også som abonnement. Kong Christian 9. ville gerne have to eksemplarer leveret hver uge.
Bladet bliver stadig udgivet i dag. Den svenske udgave af ugebladet, Aller familie journal, udkom i 1893 og den norske i 1897. Den 7. februar samme år blev deres andet barn, sønnen Valdemar, født her. I 1879 påbegyndtes udgivelsen af "Romanbiblioteket", der senere efterfulgtes af mange andre publikationer udgået fra "Carl Allers Etablissement".
Carl Aller opbyggede også forlagsvirksomheden ved tidligt at udgive et populært konversationsleksikon. Carl Allers Etablissement A / S (CAE) blev efterhånden et stort firma, der ud over udgivelsestidsskrifter også overtog flere trykkerier og etablerede en papirfabrik. I dag er virksomheden den største ugebladsudgiver i de nordiske lande med førende magasiner i både Danmark, Sverige, Norge og Finland. 
Carl Allers Etablissement (CAE), overtog efterhånden flere trykkerier (blandt andet Bianco Luno), og udgiver i dag bl.a.: Se og Hør, Billed-Bladet, Kig Ind, Ude og Hjemme og Familie Journal.

## Sophienholm
Carl og Laura Aller boede med deres børn lykkeligt og godt i en stor ejendom, Fuglevad, hvis have grænsede op til Sorgenfri Slotspark. Her trivedes familien, og ingen drømte om at flytte. På to år havde Carl Aller bragt den store have op til et imponerende blomsterflor. Men han manglede mistbænke til en endnu større blomsterproduktion. Carl Aller reflekterede derfor på en lille annonce i Lyngby Avis om, at mistbænkvinduer var til salg. Udbyderen var gartneren på landstedet Sophienholm, en eftertragtet ejendom i den mondæne del af Københavns opland. I sine efterladte notater skriver Valdemar Aller herom: "Far og mor tog derover i den nye glaskaret med skimlerne for, men i stedet for at købe mistbænkvinduer, købte de selve Sophienholm."
Ægteparret blev hurtig klar over, at Sophienholm var til salg - og de købte det bogstaveligt talt på stedet. En medvirkende årsag var nok Sophienholms berømte kærminder, (forglemmigejer) som en tidligere beboer, Freiderike Brun, havde haft med hjem fra Italien, og som Laura straks faldt for.
Umiddelbart efter, at købet var gået i orden, fik Carl Aller tilbudt 10.000 kr. for at lade handelen gå videre til en anden interesseret køber. Det blev høfligt afslået, og straks efter gik familien i gang med at indrette det storslåede hjem. Indflytningen skete i november 1883 - godt ti år efter at Carl og Laura Aller havde pantsat alt, hvad de ejede for at kunne starte deres virksomhed. I de første fire år boede familien Aller på Sophienholm året rundt, selv om det kneb med at holde varmen i vintermånederne. I 1886 bliver parrets første datter, Rigmor, født her.
Laura Aller havde set hen til dette barn med længsel. Hun havde i forvejen de to store drenge, Axel og Valdemar, og ønskede inderligt, at det næste barn skulle blive en pige. Men ikke nok med det, hun skulle have gyldent hår og kærmindeblå øjne. Med en form for selvsuggestion rettede hun alle sine tanker mod dette inderlige ønske. Resultatet udeblev da heller ikke. Det blev en lille pige med gyldent hår og kærmindeblå øjne. "Det store soveværelse på førstesal blev en overgang i de første år, vi var på Sophienholm, brugt som mors arbejdsværelse," skriver Valdemar Aller.

## Død
Carl Aller døde den 23. august 1926 i en alder af 80 år og blev gravlagt på Vestre Kirkegård i København. Det kendte firma Schannongs Monument-Atelier, drevet af stenhuggermester Peter Schannong, stod for udførelsen af Allers gravmonument. Stenhuggerfirmaet eksisterer stadig i dag på Østerbro og drives af 5. generation.

## Familie
Carl Aller blev den 20. oktober 1871 gift med Laura Aller, født Bierring. De fik sammen børnene: 
- Axel Aller (1872 - 1943)
- Valdemar Aller (1875 - 1953)
- Rigmor Aller (1886 - 1967)
- Ragna Aller (1889 - 1966)